# Elatostema zamboangense
Elatostema zamboangense är en nässelväxtart som beskrevs av Elmer Drew Merrill. Elatostema zamboangense ingår i släktet Elatostema och familjen nässelväxter. Inga underarter finns listade i Catalogue of Life.